# ビベイロ
ビベイロ（Viveiro）は、スペイン・ガリシア州ルーゴ県のムニシピオ（基礎自治体）。ルーゴ県ではルーゴ、モンフォルテ・デ・レモスに次いで3番目の人口規模である。カンタブリア海に面する。近隣の自治体と構成するコマルカ・ダ・マリーニャ・オクシデンタルの中心自治体。ガリシア統計局によれば、2012年の人口は16,108人（2011年：16,107人、2010年：16,211人、2009年：16,238人、2006年:15,576人、2005年:15,505人、2004年:15,389人、2003年:15,379人）。住民呼称は、viveirés/-esa、または男女同形のviveirense、vivariense。
ガリシア語話者の自治体人口に占める割合は93.87%（2001年）。

## 地理
ビベイロはルーゴ県の北西部に位置し、コマルカ・ダ・マリーニャ・オクシデンタルに属する。北は大西洋、カンタブリア海（リア・デ・ビベイロ）に面し、東はショーベと、南はオ・バラドウロとオウロルと、西はオ・ビセードの各自治体と接している。自治体中心地区はビベイロ教区のビベイロ地区。
ビベイロはビベイロ司法管轄区に属し、同管轄区の中心自治体である。

### 人口
| ビベイロの人口推移 1900－2010                           |
|                                                         |
| 出典:INE（スペイン国立統計局）1900年 - 1991年、1996年 - |

## 歴史
最初にこの地に定住したのは、北西部の細長い地域に住んでいたとされる、Zoelaと呼ばれた部族である。ローマ化の時期に、この地にはローマ軍の駐屯地が置かれ、最終的にVivariumの町が築かれた。中世には亜麻（低地地方）、ワイン、オレンジ（イギリス）の中規模の交易センターとして栄えた。
1810年、スペイン海軍の軍艦サンタ・マリーア・マグダレーナが激しい低気圧を避けるためにビベイロ港への入港を試み、沈没するという事故が起きた。この悲劇は住民に強い衝撃を与え、わずかな生存者に対して食糧や衣服を配布し救援している。コバス海岸には、この不幸な事故で亡くなった人を悼む記念碑がたてられている。
現在、ビベイロは近隣の自治体を含めたこの地域の商業活動の中心となっている。また、セレイロ教区にある漁港は90隻もの漁船を数え、市にとって重要な漁港であると同時に、ガリシア州の重要な漁港のひとつともなっている。

## 政治
自治体首長はガリシア社会党（PSdeG-PSOE）のメルチョール・ロエル・リバス（Melchor Roel Rivas）、自治体評議員は、ガリシア国民党（PPdeG）：6、ガリシア社会党：6、ガリシア民族主義ブロック（BNG）：1、iVi：1となっている（2011年5月22日の自治体選挙結果、得票順）。
| 1999年6月13日自治体選挙 |        |        |          |
| 政党                    | 得票数 | 得票率 | 獲得議席 |
| PPdeG                   | 4,839  | 56.18% | 10       |
| BNG                     | 1,770  | 20.55% | 3        |
| PSdeG-PSOE              | 1,360  | 15.79% | 3        |
| EU-IU                   | 503    | 5.84%  | 1        |

| 2003年5月25日自治体選挙 |        |        |          |
| 政党                    | 得票数 | 得票率 | 獲得議席 |
| PPdeG                   | 4,810  | 48.71% | 8        |
| PSdeG-PSOE              | 2,691  | 27.25% | 5        |
| BNG                     | 1,624  | 16.45% | 3        |
| EU-IU                   | 595    | 6.03%  | 1        |

| 2007年5月27日自治体選挙 |        |        |          |
| 政党                    | 得票数 | 得票率 | 獲得議席 |
| PSdeG-PSOE              | 4,400  | 43.70% | 8        |
| PPdeG                   | 3,937  | 39.10% | 7        |
| BNG                     | 808    | 8.03   | 1        |
| EU-IU                   | 761    | 7.56%  | 1        |

| 2011年5月22日自治体選挙 |        |        |          |
| 政党                    | 得票数 | 得票率 | 獲得議席 |
| PPdeG                   | 3,466  | 35.92% | 6        |
| PSdeG-PSOE              | 3,028  | 31.38% | 6        |
| BNG                     | 1,616  | 16.75% | 1        |
| iVi                     | 1,373  | 14.23% | 1        |

## 観光
ポルタ・マイヨール（大きい門）、またはカルロス5世の門、あるいはポルタ・ド・カステーロ（城の門）と呼ばれる門は、1548年にビベイロを訪れた王をたたえるために建てられた。門はプラテレスコ様式で、1942年スペインの歴史的記念物に指定された。
また、他にも2つの門が残されている。ひとつは旧市壁の遺構で、ポルタ・デ・バラード（バラードの門）と呼ばれ、もうひとつはポルタ・デ・ビラ（町の門）と呼ばれ、アーチ部分に18世紀作のキリスト像、16世紀作の聖母とヨハネの像がある。この門にはERA MCCLV IN TEMPOR AFという碑文が残されており、1217年に建設されたと思われる。

## 教区
ビベイロは12の教区に分けられる。太字は自治体中心地区のある教区。
- セレイロ（サンティアーゴ）
- チャビン（サンタ・マリーア）
- コバス（サン・ショアン）
- ファロ（サン・シャーオ）
- ガルド（サンタ・マリーア）
- ランドローベ（サン・シャーオ）
- マガソス（サンタ・マリーア）
- サン・ペドロ・デ・ビベイロ（サン・ペドロ）
- サント・アンドレ・デ・ボイメンテ（サント・アンドレ）
- バルカリーア（サント・エステーボ）
- ビエイロ（サン・シブラーオ）
- ビベイロ（サンタ・マリーア・エ・サンティアーゴ）

## 姉妹都市
- ランニオン、フランス
- ハバナ旧市街、キューバ